# داريل سكوت
داريل سكوت (بالإنجليزية: Darrell Scott)‏ هو لاعب كرة قدم أمريكية أمريكي، ولد في 16 أبريل 1989 في تالاهاسي في الولايات المتحدة.